# Carrarese Calcio 1908 1987-1988
Questa voce raccoglie le informazioni riguardanti la Carrarese Calcio 1908 nelle competizioni ufficiali della stagione 1986-1987.

## Rosa
| N. |                   | Ruolo | Calciatore             |
| -- | ----------------- | ----- | ---------------------- |
|    | Italia (bandiera) | A     | Maurizio Antonucci     |
|    | Italia (bandiera) | D     | Marco Benvenuti        |
|    | Italia (bandiera) | C     | Alberto Bertolini      |
|    | Italia (bandiera) | C     | Giuseppe Carrillo      |
|    | Italia (bandiera) | A     | Marcello Carli         |
|    | Italia (bandiera) |       | Crocetti               |
|    | Italia (bandiera) | D     | Giuseppe Fargione      |
|    | Italia (bandiera) | A     | Giorgio Figaia         |
|    | Italia (bandiera) | A     | Giancarlo Fiordisaggio |
|    | Italia (bandiera) | C     | Mario Giua             |
|    | Italia (bandiera) | C     | Giacomo Lazzini        |

| N. |                   | Ruolo | Calciatore         |
| -- | ----------------- | ----- | ------------------ |
|    | Italia (bandiera) |       | Lombardi           |
|    | Italia (bandiera) | D     | Massimo Meini      |
|    | Italia (bandiera) | D     | Marcello Montanari |
|    | Italia (bandiera) | A     | Giovanni Picasso   |
|    | Italia (bandiera) | P     | Giampaolo Pinna    |
|    | Italia (bandiera) | C     | Silvio Sacchetti   |
|    | Italia (bandiera) | D     | Michele Sbravati   |
|    | Italia (bandiera) | C     | Alessio Torracchi  |
|    | Italia (bandiera) | P     | Stefano Turchi     |
|    | Italia (bandiera) | D     | Paolo Vitaloni     |
|    | Italia (bandiera) | D     | Gianni Zaccagna    |

## Risultati

### Campionato

#### Girone di andata
| 20 settembre 1987 1ª giornata | Carrarese | 0 – 0 | Civitavecchia |  |

| 27 settembre 1987 2ª giornata | Sorso | 0 – 0 | Carrarese |  |

| 4 ottobre 1987 3ª giornata | Carrarese | 0 – 1 | Olbia |  |

| 11 ottobre 1987 4ª giornata | Saviglianese | 1 – 0 | Carrarese |  |

| 18 ottobre 1987 5ª giornata | Carrarese | 2 – 0 | Siena |  |

| 25 ottobre 1987 6ª giornata | Carrarese | 1 – 1 | Lodigiani |  |

| 1º novembre 1987 7ª giornata | Cuoiopelli | 1 – 0 | Carrarese |  |

| 8 novembre 1987 8ª giornata | Carrarese | 1 – 0 | Pistoiese |  |

| 15 novembre 1987 9ª giornata | Pro Vercelli | 1 – 0 | Carrarese |  |

| 22 novembre 1987 10ª giornata | Tempio | 0 – 1 | Carrarese |  |

| 29 novembre 1987 11ª giornata | Carrarese | 2 – 2 | Pontedera |  |

| 6 dicembre 1987 12ª giornata | Massese | 1 – 0 | Carrarese |  |

| 13 dicembre 1987 13ª giornata | Carrarese | 2 – 0 | Carbonia |  |

| 20 dicembre 1987 14ª giornata | Entella Bacezza | 0 – 0 | Carrarese |  |

| 3 gennaio 1988 15ª giornata | Carrarese | 2 – 1 | Rondinella |  |

| 10 gennaio 1988 16ª giornata | Sarzanese | 1 – 1 | Carrarese |  |

| 17 gennaio 1988 17ª giornata | Carrarese | 0 – 0 | Montevarchi |  |

#### Girone di ritorno
| 24 gennaio 1988 18ª giornata | Civitavecchia | 0 – 0 | Carrarese |  |

| 31 gennaio 1988 19ª giornata | Carrarese | 0 – 0 | Sorso |  |

| 7 febbraio 1988 20ª giornata | Olbia | 0 – 1 | Carrarese |  |

| 21 febbraio 1988 21ª giornata | Carrarese | 3 – 0 | Saviglianese |  |

| 28 febbraio 1988 22ª giornata | Siena | 1 – 2 | Carrarese |  |

| 6 marzo 1988 23ª giornata | Lodigiani | 0 – 1 | Carrarese |  |

| 13 marzo 1988 24ª giornata | Carrarese | 1 – 0 | Cuoiopelli |  |

| 20 marzo 1988 25ª giornata | Pistoiese | 1 – 0 | Carrarese |  |

| 2 aprile 1988 26ª giornata | Carrarese | 0 – 0 | Pro Vercelli |  |

| 10 aprile 1988 27ª giornata | Carrarese | 3 – 0 | Tempio |  |

| 17 aprile 1988 28ª giornata | Pontedera | 0 – 0 | Carrarese |  |

| 24 aprile 1988 29ª giornata | Carrarese | 2 – 0 | Massese |  |

| 8 maggio 1988 30ª giornata | Carbonia | 0 – 0 | Carrarese |  |

| 15 maggio 1988 31ª giornata | Carrarese | 2 – 0 | Entella Bacezza |  |

| 22 maggio 1988 32ª giornata | Rondinella | 1 – 0 | Carrarese |  |

| 29 maggio 1988 33ª giornata | Carrarese | 1 – 0 | Sarzanese |  |

| 5 giugno 1988 34ª giornata | Montevarchi | 0 – 0 | Carrarese |  |